# Kamakahelei

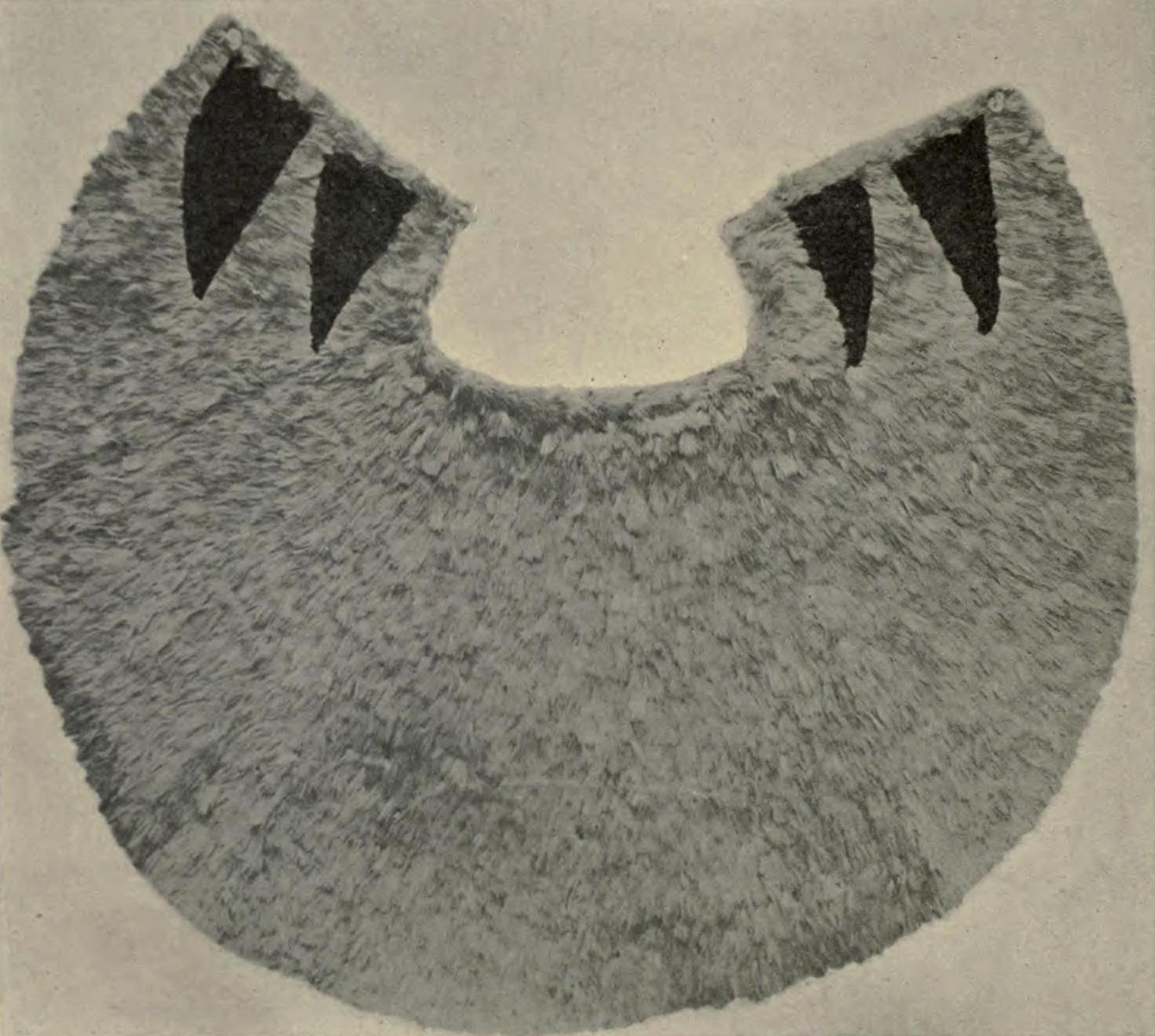
Kamakaheleis ahuʻula, fjäderkapé. Cape, Memoirs Bishop Museum, Vol. VII, Fig. 50

Kamakahelei, född okänt år, död 1794, var regerande drottning, Aliʻi Aimoku, på ön Kauai mellan 1770 och 1794. Hon var Kauais regent vid den tidpunkt då James Cooks expedition besökte ön. 

## Biografi
Kamakahelei var enda barnet till prins Kaumeheiwa och prinsessan Kaʻapuwai. Hennes farfar uppges ha varit Lonoikahaupu, vars familj regerade över Waimea under Kauais överhöghet. År 1770 efterträdde hon kung Peleioholani, Alii Aimoku av Oahu och Kauai, men källorna nämner inte varför. Det är möjligt att hon var hans dotterdotter, men det är obekräftat. 
Kamakahelei gifte sig med Kaneoneo, Peleioholanis sonson, med vilken hon fick döttrarna Lelemahoalani och Kapuaʻamohu. Hennes make hade arvsrätt till Kauai, men det är okänt hur det kom sig att det var hon som tillträdde tronen i Kauai stället för honom. Däremot är det känt att han utan framgång hävdade sin rätt till sin farfars andra tron, Oahu, där hans far hade avsatts. Hennes make avled under upproret på Oahu mot dess dåvarande kung Kahekili II 1785/86. Kamakahelei gifte sedan om sig med Niihaus monark prins Kaeokulani av Maui, bror till Kahekili II av Oahu. Tillsammans förenade de öarna Niihau och Kauai till ett rike. Tillsammans fick de sonen Kaumualii. 
När Kamakahelei avled 1794 efterträddes hon av sin son under förmynderskap av hennes änkling, som också övertog styrelsen över ön Maui som sin brorson Kalanikūpules förmyndare: han avled dock i Slaget vid Kukiiahu den 12 december 1794. Kungariket Kauai blev en vasallstat under kungariket Hawaii när hennes son samtyckte till att underkasta sig Kamehameha den stores överhöghet. 
Chiefess Kamakahelei Middle School i Puhi fick sitt namn efter henne.